# 萬普西爾皮
萬普西爾皮（西班牙語：Wampusirpe），是洪都拉斯的城鎮，位於該國東部，由格拉西亞斯-阿迪奧斯省負責管轄，面積2,519.06平方公里，海拔高度95米，2001年人口3,897，人口密度每平方公里1.55人。
15°11′N 84°37′W / 15.183°N 84.617°W